# 秦智麻呂
秦 智麻呂（はた の ちまろ、生没年不詳）は、奈良時代後期の官人。姓は忌寸。官位は外従五位下・奉写一切経司次官・主税助。

## 経歴
その活躍は称徳朝のみに限られており、天平宝字8年（764年）10月、藤原仲麻呂の乱後の論功で、正六位上から外従五位下に叙せられている、神護景雲元年（767年）改元の際、既に三河介に任じられていたが、外従五位上に叙せられている。なお、この時の三河守は伊勢老人、三河目は紀門守、三河掾は民総麻呂。同月、若江王とともに写一切経司次官に任じられており、同2年（768年）正月、同3月、同5月、同6月、同11月、同12月にも、奉写一切経司次官として同司牒に自署している。同3年（769年）3月、主税頭大伴清麻呂の主税助を勤めている。

## 官歴
注記のないものは『続日本紀』による。
- 時期不詳：正六位上
- 天平宝字8年（764年）10月7日：外従五位下
- 時期不詳：三河介
- 神護景雲元年（767年）8月16日：外従五位上。同月29日：写一切経司次官
- 神護景雲正月・3月・6月・11月・12月：奉写一切経司次官（『大日本古文書』による）
- 神護景雲3年（769年）3月10日：兼主税助